# Robert Swenson
Robert Alexander Swenson Jr., noto con lo pseudonimo Jeep Swenson (San Antonio, 5 gennaio 1957 – Los Angeles, 18 agosto 1997), è stato un wrestler, attore e pugile statunitense.

## Biografia

### Carriera nel wrestling
Nel 1987 e 1988 Swenson lottò nella World Class Championship Wrestling per il manager Gary Hart. Il feud principale che ebbe in questo periodo fu quello con Bruiser Brody, che all'epoca lottava mascherato con l'identità di "Red River Jack". Secondo Swenson, egli aveva i bicipiti più grandi al mondo in questo periodo. Il suo personaggio veniva presentato come proveniente dal Sudafrica, anche se in realtà Swenson era americano.
Il 24 marzo 1996 Swenson tornò al wrestling in occasione di un match da disputarsi al pay-per-view della World Championship Wrestling Uncensored. Egli lottò come membro della stable "Alliance to End Hulkamania". Originariamente il suo ring name avrebbe dovuto essere The Final Solution, ma a seguito di varie proteste da parte di associazioni ebraiche, la Turner Broadcasting System ordinò di modificarlo in The Ultimate Solution. La WCW dichiarò di non essere al corrente che "Soluzione Finale" era il termine adottato da Adolf Hitler circa il suo piano di sterminio della razza ebraica. La "Alliance" era costituita dai vari Dungeon of Doom, Four Horsemen, The Ultimate Solution & Z-Gangsta, tutti intenzionati a porre fine alla carriera di Hulk Hogan.

### Carriera di attore
Grazie al fisico imponente, Swenson apparve in vari film, tra i quali Senza esclusione di colpi, Bulletproof (dove interpreta la guardia del corpo di James Caan), e Batman & Robin dove interpretò il cattivo Bane, forse il suo ruolo più celebre al cinema.

### Morte
Il 18 agosto 1997, Swenson morì a causa di un infarto all'UCLA Medical Center di Los Angeles. Aveva 40 anni. Hulk Hogan, Davey Boy Smith, e James Caan presenziarono al suo funerale. La salma venne cremata.

## Filmografia
- Chi tocca il giallo muore (The Big Brawl), regia di Robert Clouse (1980) (non accreditato)
- Senza esclusione di colpi (No Holds Barred), regia di Thomas J. Wright (1989)
- Bulletproof, regia di Ernest Dickerson (1996)
- Batman & Robin, regia di Joel Schumacher (1997)
- The Bad Pack, regia di Brent Huff (1997)

## Personaggio
Mosse finali
- Short-arm Lariat
- Left-handed knockout hook

Manager
- Gary Hart